# Eda
Eda je žensko osebno ime.

## Izvor imena
Ime Eda je lahko skrajšana oblika iz imen z začetkom Ed-, kot so npr.: Edita, Edvarda, Edvina.

## Različice imena
Edda, Edica, Edika, Edita, Edvarda, Edvina

## Pogostost imena
Po podatkih Statističnega urada Republike Slovenije je bilo na dan 31. decembra 2007 v Sloveniji število ženskih oseb z imenom Eda: 175.

## Osebni praznik
Osebe z imenom Eda godujejo takrat kot osebe z imenenom Edita.